# نایانتارا
نایانتارا (انگلیسی: Nayantara؛ زادهٔ ۱۸ نوامبر ۱۹۸۴) یک هنرپیشه اهل هند است. وی از سال ۲۰۰۳ میلادی تاکنون مشغول فعالیت بوده‌است.

## فیلم‌شناسی
از فیلم‌ها یا برنامه‌های تلویزیونی که نایانتارا در آن نقش داشته‌است می‌توان به آثار زیر اشاره کرد:
- گجینی (۲۰۰۵)
- سیواکاسی (۲۰۰۵)
- برابر ماه زیبا (۲۰۰۵)
- یوگی (۲۰۰۷)
- بیلا (۲۰۰۷)
- سیواجی (۲۰۰۷)
- آداوان (۲۰۰۹)
- محافظ شخصی (۲۰۱۰)
- الکترا (۲۰۱۰)
- پادشاه ملکه (۲۰۱۳)
- شنا در برابر جزر و مد (۲۰۱۳)
- آغاز (۲۰۱۳)
- آنامیکا (۲۰۱۴)
- مرد تنها (۲۰۱۵)
- من هم یک یاغی هستم (۲۰۱۵)
- ماسو نام مستعار ماسیلامانی (۲۰۱۵)
- دو چهره (۲۰۱۶)
- فضیلت (۲۰۱۷)
- بیگیل (۲۰۱۹)
- آغاز (۲۰۱۹)
- زنده باد ناراسیما ردی (۲۰۱۹)
- دربار (۲۰۲۰)
- دو عشق در یک نسیم (۲۰۲۲)
- جوان (۲۰۲۳)